# Névralgie
Une névralgie est une affection douloureuse causée par un nerf.

## Symptômes
Le principal symptôme est une douleur spontanée ou continue, souvent aiguë, siégeant sur le trajet des nerfs, sans signes extérieurs visibles.

## Causes
Les causes peuvent être :
- une névrite,
- un traumatisme,
- une infection (ex. : le zona),
- une maladie systémique (ex. : le diabète),
- une compression (ex. : une hernie discale),
- une inflammation.

## Histoire
Ambroise Paré est le premier dans l'histoire (Rey, 1993) à avoir décrit une névralgie, celle du roi de France Charles IX. 
Au XIXe siècle, les névralgies étaient classées par département cutané (Valleix, 1841) :
1. Névralgie trigéminale,
2. Névralgie occipitale,
3. Névralgie cervicale,
4. Névralgie brachiale,
5. Névralgie dorso-intercostale,
6. Névralgie lomboabdominale,
7. Névralgie crurale,
8. Névralgie fémoropoplitée,
9. Névralgie sacrée,
10. Autres.

Au XIXe siècle, les coliques de plomb ont parfois été confondues avec des névralgies ou considérées comme telles.